# FK Krupa
Fudbalski klub "Krupa" Krupa na Vrbasu (cirílico sérvio: Фудбалски клуб "Крупа" Крупа на Врбасу) é um clube de futebol profissional da cidade de Krupa na Vrbasu, na Bósnia e Herzegovina.
O clube compete na Premijer Liga e joga seus jogos em casa no Krupa na Vrbasu City Stadium, que tem capacidade para 3.500 lugares.

## História
Na temporada de 2014-15 o Krupa participou da Primeira Liga da República Sérvia (segundo nível). Depois de apenas dois anos jogando na 2ª divisão e após a temporada 2015–16, a equipe foi promovida pela primeira vez em sua história à Premijer Liga.
Na Copa Bósnia 2017-18, o Krupa, liderado pelo técnico Slobodan Starčević, chegou à final da competição perdendo para o Željezničar em duas partidas (2-0 em Sarajevo e 2–4 em Krupa na Vrbasu), terminando assim como vice-campeão.
Na temporada 2018-19 da Premijer Liga, o Krupa terminou em 11º lugar e foi rebaixado para a Primeira Liga - RS. Então, na temporada 2019-20 da Primeira Liga - RS, o clube garantiu a promoção de volta à Premijer Liga, mesmo após a temporada ter sido cancelada no meio devido à Pandemia de COVID-19 na Bósnia e Herzegovina, e por padrão Krupa terminou em primeiro lugar e foi promovido.

## Títulos
- Primeira Liga - RS: 2015–16, 2019–20
- Segunda Liga - RS: 2013–14 (oeste)
- Liga Regional de Banja Luka (5º nível): 2011-12